# Villa Fontana (Entre Ríos)
Villa Fontana o Kilómetro 28 es una localidad y comuna de 2ª categoría del distrito Sauce del departamento Paraná, en la provincia de Entre Ríos, República Argentina. Se encuentra situada sobre la ruta nacional N.º 131 a 28 km de Paraná.
La población de la localidad, es decir sin considerar el área rural, era de 134 personas en 1991 y de 180 en 2001. La población de la jurisdicción de la junta de gobierno era de 219 habitantes en 2001.
La parroquia católica de la localidad lleva el nombre de Capilla San José. La principal actividad económica es la agricultura seguida por la ganadería, siendo el principal cultivo la soja. Existe en la localidad una empresa cerealera, fuente de trabajo de la mayoría de los habitantes. La industria de la localidad se encuentra estrechamente relacionada con el campo.
Sus fundadores, los primeros habitantes llegaron desde Italia sumándose luego algunos inmigrantes alemanes del Volga (Rusia).
Villa Fontana cuenta con los siguientes servicios: salón parroquial, capilla, sala de velatorio, cementerio, junta de gobierno, recolección de basura, limpieza y mejorado de calles, red de agua dulce, centro de salud, escuela Primaria, escuela secundaria, comisaría, club. 
Los límites jurisdiccionales de la junta de gobierno fueron modificados por decreto 3744/1984 MGJE del 1 de octubre de 1984. Los límites de la planta urbana fueron fijados por decreto 2038/2014 MGJ del 3 de julio de 2014.

## Comuna
La reforma de la Constitución de la Provincia de Entre Ríos que entró en vigencia el 1 de noviembre de 2008 dispuso la creación de las comunas, lo que fue reglamentado por la Ley de Comunas n.º 10644, sancionada el 28 de noviembre de 2018 y promulgada el 14 de diciembre de 2018. La ley dispuso que todo centro de población estable que en una superficie de al menos 75 km² contenga entre 400 y 700 habitantes, constituye una comuna de 2ª categoría. La Ley de Comunas fue reglamentada por el Poder Ejecutivo provincial mediante el decreto 110/2019 de 12 de febrero de 2019, que declaró el reconocimiento ad referéndum del Poder Legislativo de 21 comunas de 2ª categoría con efecto a partir del 11 de diciembre de 2019, entre las cuales se halla Villa Fontana. La comuna está gobernada por un departamento ejecutivo y por un consejo comunal de 6 miembros, cuyo presidente es a la vez el presidente comunal. Sus primeras autoridades fueron elegidas en las elecciones de 9 de junio de 2019.